# ビル・ベック

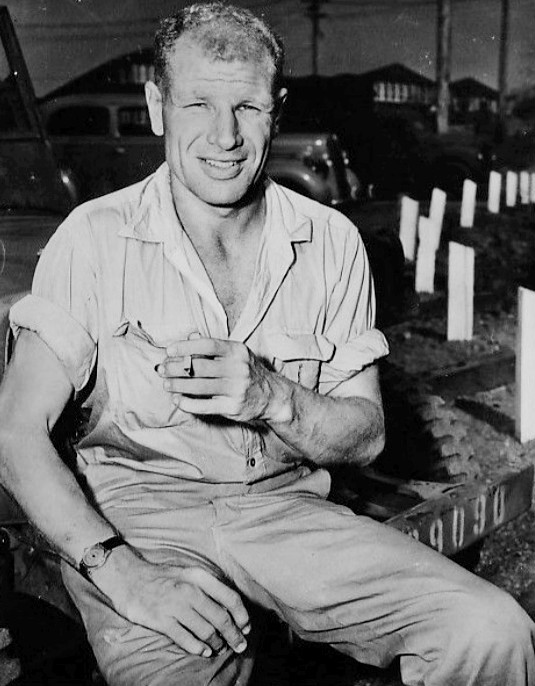
1944年 第二次世界大戦中に負傷し治療中のベック。

ビル・ベック（"William Louis Veeck, Jr."、1914年2月9日-1986年1月2日）は、メジャーリーグベースボールの元オーナー。1950年代から1970年代までの間に、クリーブランド・インディアンス、セントルイス・ブラウンズ、シカゴ・ホワイトソックスのオーナーを務めた。"Sport Shirt Bill"（スポーツシャツ・ビル）の異名ももっていた。

## 経歴・人物
父親はスポーツ記者、シカゴ・カブスの球団役員を務めるなど野球界に携わった影響で、ベックも球界入りする。28歳でミルウォーキーのマイナーリーグチームのオーナーとなる。
特にクリーブランド・インディアンス、セントルイス・ブラウンズのオーナー時代に、様々な奇手を打ち出して観客動員の促進を図ろうとしたことで有名である。特に知られているのが、ブラウンズのオーナー時代、1951年にエディー・ゲーデルという背の低い人物を特別に雇い、試合で実際に代打で立たせり、試合を観戦している観客に実際に采配を振らせるというエピソードである。
ベックは、大リーグ球団も利益を追求する企業であると断言し、その言葉どおり自ら様々な奇策を凝らして観客動員に務めた。シカゴ・カブスのリグレーフィールドの「つた」は、ベックの発案によるものである。クリーブランド・インディアンスのオーナー時代には、球場に託児所を設け実際に保育士も雇った。また女性客を招待するために、女性トイレを清潔に保つようにした。球場においても、外野フェンスを可変式にして、敵チームが攻撃しているときは後進させ、また自軍が攻撃している間に前進させるといったこともやった。
こうした姿勢もあって、クリーブランド・インディアンスは観客動員を大幅に伸ばすことが出来た。しかし、セントルイス・ブラウンズ時代には、相変わらず様々な奇策を打ったがクリーブランドほど商業的成功を収めることが出来ず、ベック自身も散財してしまう。ボルチモアの企業家に身売りした後、コラムニストとして活動後、シカゴ・ホワイトソックスのオーナーとして球界復帰する。しかしシカゴでは時はフリー・エージェント制が導入された時期でもあり、年俸上昇に悩まされたりしてかつての面影はなくなっていった。1949年にインディアンスでデビューし、主に1950年代ホワイトソックスで活躍したミニー・ミノーソを1976年と1980年にそれぞれ数試合出場させて「5ディケード・プレイヤー」として話題を呼んだりもしたが、1979年にはディスコ・デモリッション・ナイト（ディスコ破壊ナイト）と銘打ったダブルヘッダーで、第一試合終了後のイベントに観客がグラウンドになだれ込んで破壊活動を行い、第二試合が没収されるという失態を演じた。1977年には、その年限りでフリーエージェントとなるオスカー・ギャンブル、リッチー・ジスクの両選手を、年俸の半分の金銭と共に交換トレードで獲得。二人とも30本塁打を記録し活躍したが、より高額なサラリーを求めて移籍してしまった。
また、大リーグのオーナーの中で唯一保留制度に反対していた人物であり、1942年には当時のコミッショナーであったケネソー・マウンテン・ランディスに保留事項の廃止を訴える手紙を書いている。
ウォルター・オマリーもベースボールは利益追求のための企業であるとベックと同趣旨のことを述べているが、オマリーは貪欲とも強欲とも揶揄されるのに対し、ベックは様々なアイデアを凝らして観客動員を図った企業家との評価を受けている。
1991年に発展貢献者としてアメリカ野球殿堂入りしている。殿堂入りしている球団経営者の場合、その多くが実務運営のプロであるゼネラルマネージャー、あるいはそれに類する職務経験者である。ベックはワシントン・セネタースのクラーク・グリフィス、ボストン・レッドソックスのトム・ヨーキーなどとともにオーナー経験者として、没後ではあるが殿堂入りを果たしている。また彼が最後にオーナーを務めたシカゴ・ホワイトソックスの本拠地USセルラー・フィールドの記者席にはその功績を称えて彼の名前が冠されている。